# Thryptomene strongylophylla
Thryptomene strongylophylla är en myrtenväxtart som beskrevs av Ferdinand von Mueller och George Bentham. Thryptomene strongylophylla ingår i släktet Thryptomene och familjen myrtenväxter. Inga underarter finns listade i Catalogue of Life.